# Prästeståndets ledamöter vid riksdagen 1865–1866
Vid riksdagen 1865–1866 ingick följande ledamöter i prästeståndet.
Biskoparna och pastor primarius i Stockholm var självskrivna, medan övriga präster utsågs för respektive stift. Prästerskapet i Stockholms stad utsåg egna företrädare. Därtill skulle universiteten samt Vetenskapsakademien utse riksdagsmän, vilka skulle ingå i prästerskapet i dess egenskap av det lärda ståndet. Uppsala och Lunds universitet skulle utse vardera minst en, högst två riksdagsmän, som skulle vara "Profeßor från de werldslige Faculteterna", medan Vetenskapsakademien skulle utse två "Ofrälse Civile Ledamöter" som riksdagsmän.
Stiften förtecknas i den ordning de anges i prästeståndets protokoll.

### Uppsala ärkestift
- Ärkebiskop Henrik Reuterdahl
- Carl Fredrik Björkman
- Johan Erik Ekelundh
- Henrik Gerhard Lindgren
- Erik Roland Wahrenberg
- Johan Petter Westin

### Linköpings stift
- Biskop Ebbe Gustaf Bring
- Jonas Janzon
- Johan Arvid Moberger
- Carl Magnus Joachim Petrelli
- Herman Lundgren
- Andreas Nicolaus Schmidt

### Skara stift
- Biskop Johan Albert Butsch (frånvarande)
- Anders Bergman
- Jakob Otterström
- Anders Fredrik Sondén
- Adolf Säve

### Strängnäs stift
- Biskop Thure Annerstedt
- Wilhelm Gumælius
- Jakob Lundberg
- Pehr Thyselius
- Nils Gustaf Wennerström

### Västerås stift
- Biskop Christian Eric Fahlcrantz
- Carl Olof Björling
- Axel Eurén
- Johan Eric Fant
- Samuel Lorentz Ljungdahl
- Esaias Magnus Tegnér

### Växjö stift
- Biskop Henrik Gustaf Hultman
- Johan Magnus Almqvist
- Abraham Lundholm
- Lars Georg Palmlund

### Lunds stift
- Josef Rudolf Falck
- Wilhelm Flensburg (biskop för stiftet fr.o.m. 31/1 1866)[3]
  - Samuel Heurlin (från 7/2 1866)
- Nils Teodor Simonsson
- Jöns Ternström

### Göteborgs stift
- Biskop Gustaf Daniel Björck
- Claes Sven Lindskog
- Gustaf Ljunggren
- Oskar Erhard Rabe

### Kalmar stift
- Biskop Paulus Genberg (frånvarande)
- Johan Israel Melén
- Anders Sandberg

### Karlstads stift
- Biskop Anton Niklas Sundberg
- Adolf Fredrik Althar
- Olof Arrhenius

### Härnösands stift
- Biskop Anders Fredrik Beckman
- Jakob Albert Englund
- Erik Anders Rosenius (död 31/5 1866)[4]
- Jonas Bernhard Runsten

### Visby stift
- Biskop Lars Anton Anjou
- Karl Bergvall
- Daniel Söderberg

### Stockholms stad
- Pastor primarius Carl Magnus Fallenius
- Johan Gustaf Lundberg
- Josef Nordlund

### Uppsala universitet
- Sigurd Ribbing

### Lunds universitet
- Jacob Georg Agardh

### Vetenskapsakademien
- Fredrik Ferdinand Carlson
- Nils Haqvin Selander